# Washington (Georgia)
Washington ist eine City in Wilkes County, Georgia, in den Vereinigten Staaten. Die Stadt ist County Seat von Wilkes County. Der letzte Zensus im Jahre 2000 ergab eine Einwohnerzahl von 4295.

## Geschichte
Im Amerikanischen Unabhängigkeitskrieg fand am 14. Februar 1779 acht Meilen von Washington entfernt die Schlacht von Kettle Creek statt, bei der eine patriotische Miliz eine Miliz der britischen Loyalisten besiegte.
Im Sezessionskrieg hielt Jefferson Davis, der Präsident der Konföderierten Staaten von Amerika und damit Führer der Südstaaten hier seine letzte Kabinettssitzung ab, bevor er am 3. April 1865 vor den Truppen der Union unter General Ulysses S. Grant fliehen musste. Dabei verschwand der Goldschatz der Konföderierten und bis heute hält sich die Legende, dieser sei hier vergraben worden. In der Stadt gibt es einige Beispiele der Antebellum-Architektur aus der Zeit, als der Anbau von Baumwolle zu Wohlstand führte.

## Söhne und Töchter der Stadt
- Robert Augustus Toombs (1810–1885), Politiker und Brigadegeneral der Konföderierten Armee im Amerikanischen Bürgerkrieg
- Lucius Jeremiah Gartrell (1821–1891), Politiker, Jurist und Brigadegeneral der Konföderierten Staaten von Amerika im Sezessionskrieg
- Asa H. Willie (1829–1899), Jurist und Politiker
- Edward Porter Alexander (1835–1910), Brigadegeneral der Konföderierten Staaten von Amerika im Sezessionskrieg
- Eliza Frances Andrews (1840–1931), Schriftstellerin, Pädagogin und Botanikerin
- Clifford H. Pope (1899–1974), Herpetologe und Sachbuchautor
- Hillary Lindsey (* 1976), Sängerin und Liedermacherin

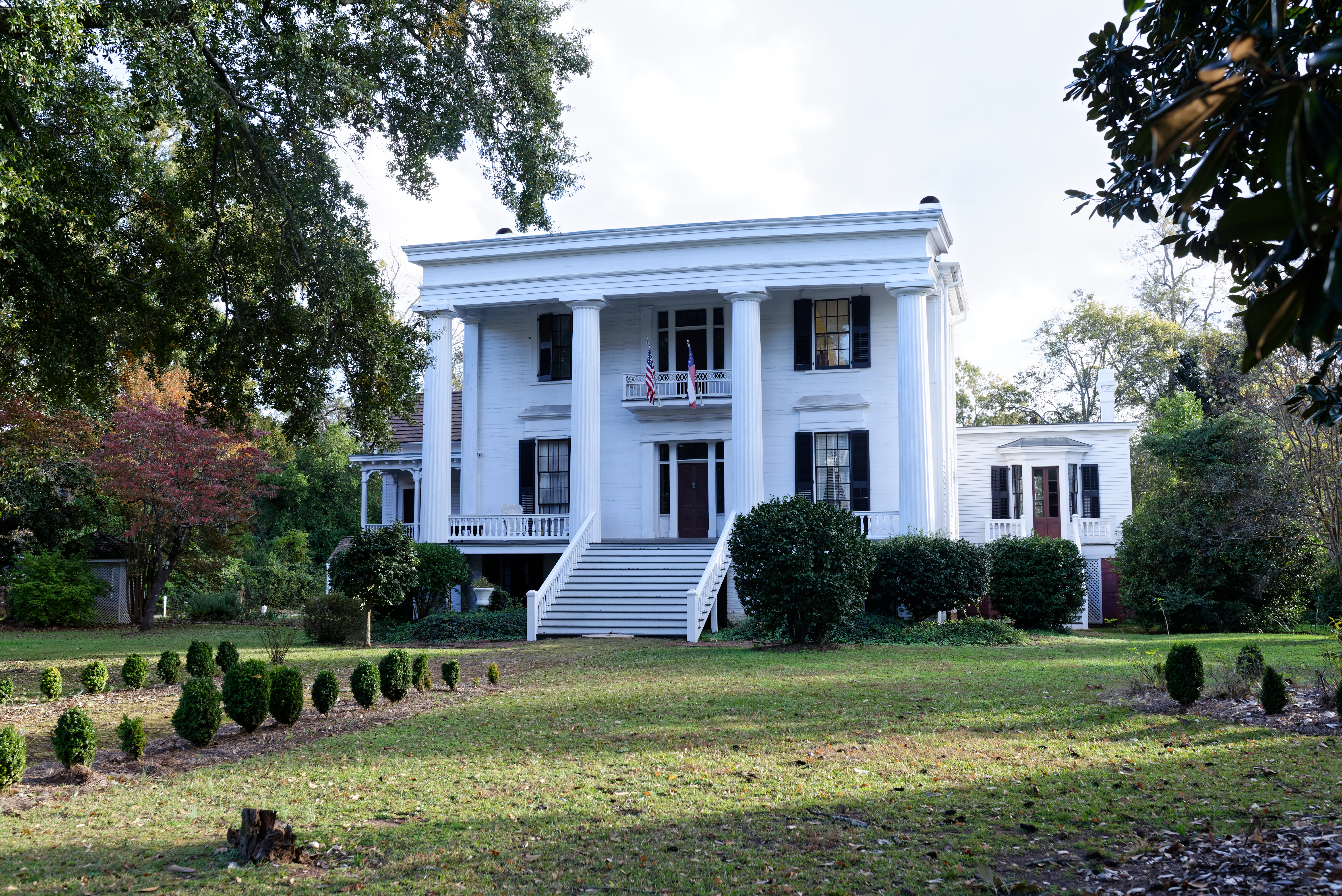
Robert Augustus Toombs House (Museum)
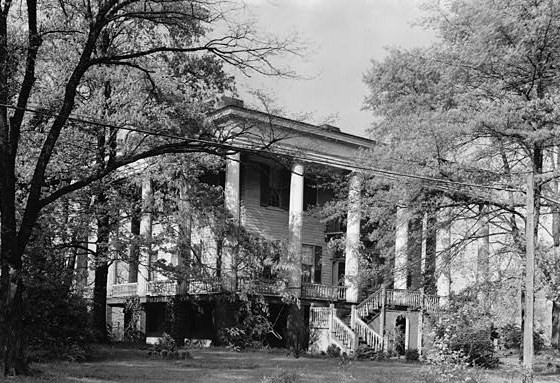
Tupper-Barnett House
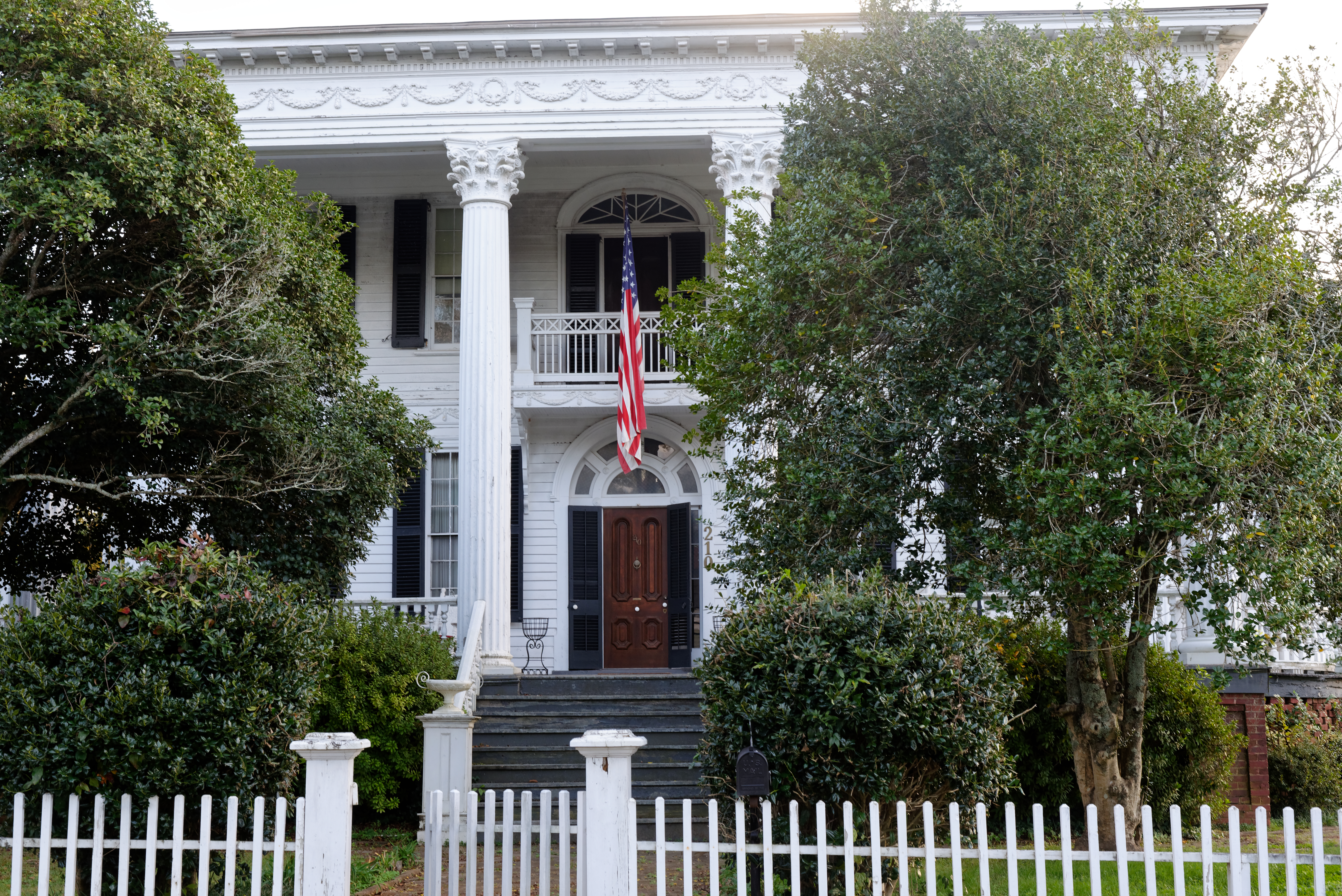
Poplar Corner